# Romualda Kšanienė
Romualda Kšanienė (*  9. Mai 1947 in Kaunas) ist eine litauische Politikerin und Managerin.

## Leben
Nach dem Abitur von 1954 bis 1965 an der 4. Mittelschule Kaunas absolvierte sie  1970 das Diplomstudium der Wirtschaft an der Vilniaus valstybinis universitetas.
Von 1970 bis 1981 arbeitete sie beim Verband „Praktika“, von 1981 bis 1985 als stellv. Leiterin einer Handelsabteilung am Ministerium für Obst- und Gemüsewirtschaft von Sowjetlitauen, von 1985 bis 1988 am Verbindungsministerium als stellv. Leiterin einer Unterabteilung. Von 1991 bis 1994 leitete sie  „Lietuvos sąjunginė spauda“ und von 1994 bis 2004 AB „Lietuvos spauda“ als Generaldirektorin.
Von 2004 bis 2008 war sie Mitglied im Seimas.
Seit 2003 ist sie Mitglied der Darbo partija.